# Газкёль
Газкё́ль (кит. 尕斯库勒湖) — минеральное озеро в Китае, на западе провинции Цинхай. Является высокогорным, солёным и бессточным. Высота над уровнем моря 2837 метров. Расположено на Тибетском нагорье, к югу от хребта Алтынтаг и к северу от хребта Чиментаг, к западу от впадины Цайдам и озера Кукунор, к юго-востоку от посёлка Маннайчжень на территории уезда Маннай в Хайси-Монголо-Тибетского автономном округе. Солёность 333,2 ‰. Глубина 0,65 метров. Площадь 103 квадратных километров. К юго-востоку от озера расположен солончак площадью 140 квадратных километров.
В озеро впадает река Юсупалык (в верхнем течении Тогрысай), известная как Алар (阿拉尔河) или Темулике (铁木里克河), которая течёт с запада. Обширная межгорная долина реки Юсупалык названа Николаем Пржевальским Долиной Ветров из-за постоянных ветров и бурь. Пржевальский прошёл по долине на запад в ходе экспедиции 1883—1886 годов. К северу от неё простирается Актаг и Караватаг, к югу — Чиментаг и Каякдыгтаг, открытые Прежевальским Аччиккёльтаг (Московский) и солёное озеро Аяккумкёль, а также равнина Культала (库木库勒盆地).
С востока и севера озеро огибает годао 315.
Озеро Газкёль было пограничным для Джунгарского ханства и империи Цин. Озеро Газкёль занимает стратегически важное положение на пути в Тибет, поэтому в конце 1715 года у озера Газкёль цинское правительство разместило войска, чтобы помешать запланированному походу ойратского хана Цэвана Рабдана. В Темулике (Тумурлике, 铁木里克) к западу от озера летом 1901 года был расположен базовый лагерь экспедиции Свена Гедина. Оттуда Свен Гедин с маленьким караваном отправился в центральный Куньлунь и пересек Чиментаг и Аркатаг, а также западный отрог хребта Кукушили. После 1912 года правителем Синьцзяна стал Ян Цзэнсинь, обложивший кочевое население налогами. Казахи, которые бежали от коллективизации, обосновались в Джунгарии. Группа казахов численностью от 15 до 18 тысяч человек ушла из Джунгарии и осуществила переход в пограничный район между провинциями Ганьсу, Цинхай и Синьцзян, где осела в окрестностях озера Газкёль. В середине марта 1950 года у озера Газкёль начался путь Дугласа Маккирнана и Фрэнка Бессака в Тибет.